# Numeá
Numeá, Numea ou Numeia (em francês: Nouméa) é a principal cidade e capital do território francês da Nova Caledónia. É também a maior cidade francófona da Oceania. Tem cerca 97 000 habitantes (censo de 2009) e uma área de 67,19 km². A cidade está situada numa península montanhosa irregular perto do extremo sudeste da Nova Caledônia, que fica no sudoeste do Oceano Pacífico .

## Economia
Numeá tem no turismo parte importante na economia local, como muitas outras cidades de territórios insulares da Oceania. Na ultima década o investimento imobiliário foi forte na cidade, com um rápido crescimento, principalmente devido a investimentos franceses..
No geral a economia da cidade como do resto da Nova Caledónia é muito dependente de subsidio e investimento da França.

## Cidades-irmãs

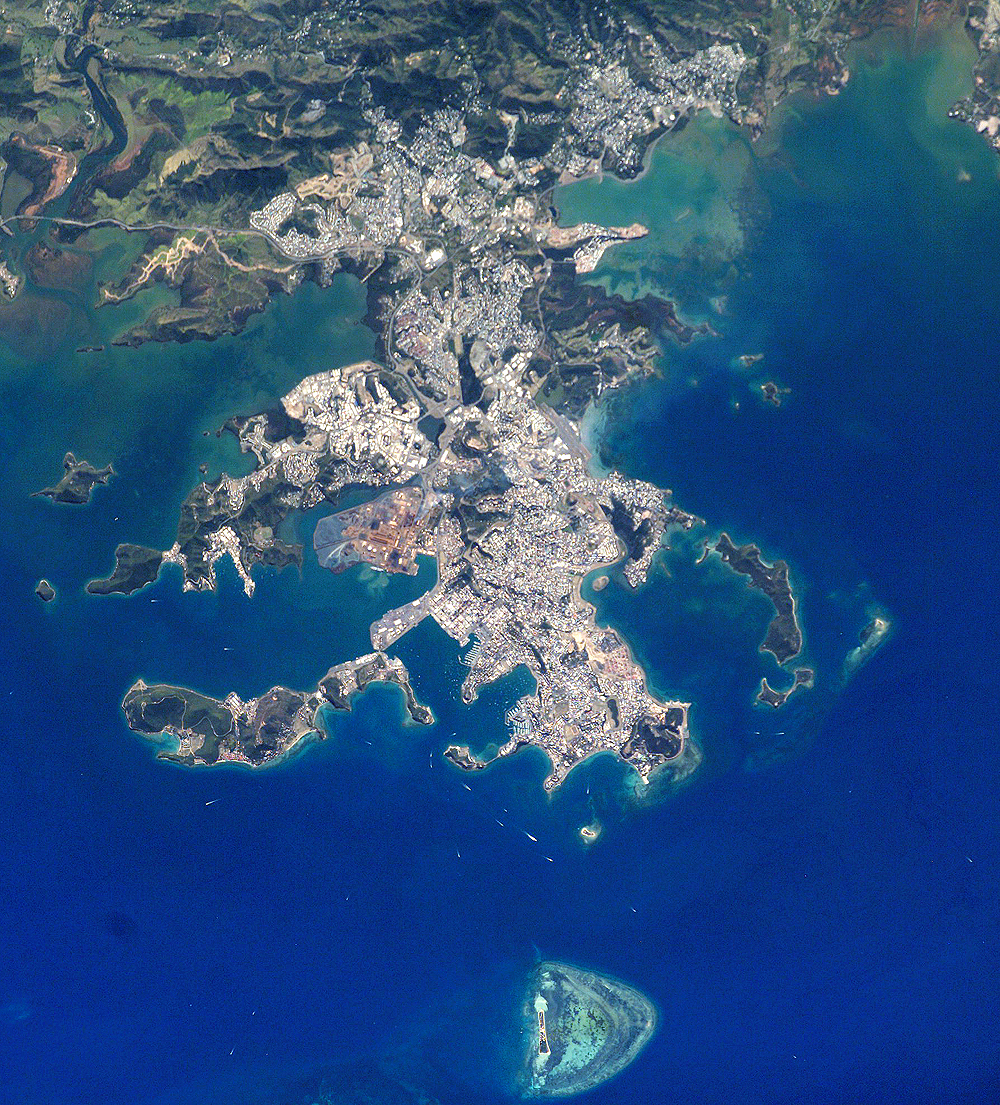
Numeá vista de um satélite

- Nice,  França
- Gold Coast,  Austrália
- Taupo,  Nova Zelândia